# Hyalurga uria
Hyalurga uria är en fjärilsart som beskrevs av Butler 1871. Hyalurga uria ingår i släktet Hyalurga och familjen björnspinnare. Inga underarter finns listade i Catalogue of Life.